# 莱瑟蚁蛛
莱瑟蚁蛛（学名：Myrmarachne lesserti）为跳蛛科蚁蛛属的动物。在中国大陆，分布于等地。